# Cristianización de Escandinavia

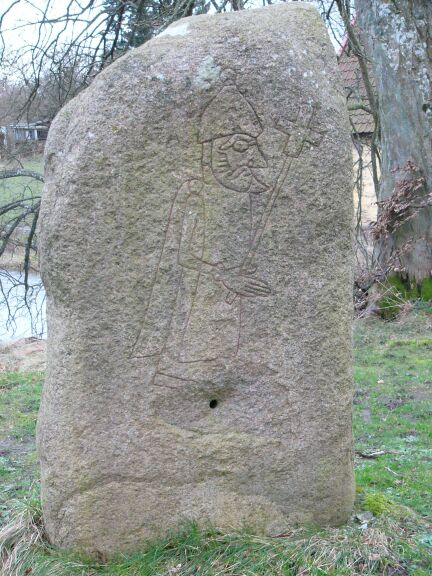
La imagen de piedra de Sövestad 1 en Escania muestra a un hombre portando una cruz.

La cristianización de Escandinavia tuvo lugar entre los siglos VIII y XIII, cuando los reinos escandinavos, Dinamarca, Noruega y Suecia, establecieron sus propias arquidiócesis, dependientes directamente del Papa, en 1103, 1154 y 1164, respectivamente.  El pueblo lapón se mantuvo fuera de este proceso hasta el siglo XVIII. La conversión al cristianismo de los escandinavos requirió más tiempo que en el resto de Europa. Hay evidencias de que fue un proceso lento y llevó al menos 150-200 años. Inscripciones rúnicas del siglo XIII en Bergen (Noruega) muestran poca influencia cristiana, y una de ellas implora a una valquiria. Durante la Alta Edad Media, el papado no se manifestó como la autoridad central católica, lo que permitió el desarrollo de variantes regionales del cristianismo.

## La misión de Hamburgo-Bremen
Los primeros trabajos misioneros de los que tenemos constancia en la actual Dinamarca comenzaron con Willibrord, el Apóstol de los Frisios, que predicó en Schleswig, en la época parte de Dinamarca. Todo lo que sabemos es que partió de Frisia hacia el norte en algún momento entre 710 y 718, durante el reinado de Angantyr. Angantyr es descrito como «escurridizo como una bestia y duro como el granito.»
Willibrord y sus compañeros tuvieron poco éxito: el rey se mostró respetuoso pero poco interesado en cambiar de creencias. No obstante, permitió que 30 jóvenes acompañaran a Willibrord en su retorno a Frisia. Quizás la intención del misionero fuera la de educar a estos jóvenes y reclutarles para la tarea de llevar el cristianismo a los Daneses.
Un siglo después, Ebbo de Reims y Willerich, más tarde obispo de Bremen, bautizaron a unas pocas personas durante su visita a Dinamarca en 823. Willibrord regresaría a Dinamarca en otras dos ocasiones, pero sin éxito.
En 826, Harald Klak, rey de Jutlandia fue expulsado de Dinamarca por Horik I, otro monarca danés. Harald buscó refugio en la corte germana del emperador Ludovico Pío, al que solicitó ayuda para recuperar su reino. Ludovico le ofreció el título de duque de Frisia a cambio de abandonar los viejos dioses. Harald accedió, y él y su familia, junto con otros 400 daneses fueron bautizados en Ingelheim am Rhein.
Cuando Harald regresó finalmente a Jutlandia, Luis y Ebbo de Reims enviaron junto a él a Ansgar para supervisar a los nuevos conversos. Cuando Harald fue nuevamente expulsado por Horik, Ansgar abandonó Dinamarca y enfocó todos sus esfuerzos hacia los suecos. Así, llegó hasta Birka en 829 donde estableció una pequeña comunidad cristiana. 
Su converso más importante fue un tal Herigar, descrito como prefecto de la ciudad y consejero del rey. En 831 fue fundada la arquidiócesis de Hamburgo, a la que asignó la responsabilidad de evangelizar Escandinavia.
Horik I saqueó Hamburgo en 845, donde Ansgar era arzobispo. La sede de la arquidiócesis fue trasladada a Bremen. Ese mismo año, un levantamiento pagano en Birka acabó en el martirio de Nithard y obligó al Obispo misionero Gaubert a huir. Ansgar regresóa Birka en 854 y a Dinamarca en 860 para recuperar lo ganado en sus primeras visitas. 
En Dinamarca consiguió ganarse la confianza del entonces rey Horik II, que le concedió terrenos en Hedeby (proto-ciudad que sería reemplazada por Schleswig) para la construcción de la primera capilla cristiana. 
Una segunda iglesia fue levantada pocos años después en Ribe, en la costa occidental danesa. Ribe era una importante ciudad comercial, y en 948 fue declarada sede de la diócesis de Dinamarca meridional, creada ese mismo año y dependiente de la arquidiócesis de Hamburgo-Bremen. Su primer obispo, San Leofdago, fue asesinado cuando cruzaba el río Ribe.
La supremacía de la arquidiócesis sobre la vida eclesiástica del norte declinó gradualmente a medida que el papado, sobre todo a partir de Gregorio VII, se implicó más intensamente en la zona. Un paso importante en esta dirección fue la fundación de un arzobispado específico para Escandinavia en Lund en 1103 - 1104.

## Dinamarca
El cristianismo se expandió por Dinamarca de forma intermitente. Los daneses vikingos conocieron el cristianismo durante los ataques de los siglos IX a XI, a través de cristianos apresados y de las mujeres que tomaban como esclavas en sus incursiones. Su organización era tribal, pues los caudillos locales determinaban la actitud hacia la religión de su pueblo y parientes.
A medida que los jefes y reyes daneses se implicaban en la política de Normandía, Inglaterra, Irlanda, Francia y Alemania, fueron adoptando una actitud más amable hacia sus súbditos cristianos. En algunos casos, la conversión de reyes y nobles parece haber sido una decisión exclusivamente política en orden a asegurarse una alianza o prevenir un ataque de sus vecinos cristianos. 
Tenemos ejemplos de cómo la conversión de un poderoso jarl era seguida por la conversión masiva de sus seguidores. En pocos casos la conversión fue debida a actos milagrosos realizados por santos cristianos en presencia del rey o de otros personajes importantes, más bien se realizaba mediante la sincretización de la religión nórdica dentro del cristianismo, un buen ejemplo de ello es que a Wotan/Odín se le concede el "honor" de ser hijo de Noé, explicando así porque es el "Padre de Todos" (este ejemplo en concreto se utilizó para convertir a los anglosajones). Los grandes enclaves religiosos de Viborg, Lejre, Lund, y Odense eran también el lugar de las grandes reuniones. 
Los emplazamientos se situaban con frecuencia junto a manantiales sagrados o colinas aisladas. Los misioneros se limitaron a solicitar permiso para edificar capillas en estos lugares. Con el tiempo, esto permitió que el carácter sagrado del lugar se transfiriera a sus iglesias.
Incluso antes de convertirse, los daneses comenzaron a fusionar ambos sistemas de creencias. Las familias que vivían cerca de la tierra no querían ofender a los espíritus locales, así que se les dejaban ofrendas en los sitios tradicionales. Los manantiales sagrados eran consagrados a alguno de los santos locales asociados y la vida seguía su curso. 
Los misioneros cristianos fueron capaces de acompañar el proceso situando sus iglesias cerca de los lugares sagrados, en algunos casos incluso utilizando madera procedente del antiguo emplazamiento. El martillo de Thor fue asimilado rápidamente a la cruz, al ser identificado Thor como un avatar guerrero de Cristo, en Dinamarca se han encontrado muchos Mjolnir-Sagrada Cruz que datan del reinado de Harald Dientes Azules.
Existen varios santos daneses, canonizados por obispos nativos según la costumbre en la antigua Escandinavia o reverenciados como santos por los habitantes de esas tierras. Con frecuencia, la veneración se debía a hazañas asociadas a la evangelización del país. Viborg tiene a San Kield, Aarhus a San Niels (también llamado San Nicolás, Odense a San Canuto (danés: Sanct Knud). Otros santos serían Canuto Lavard, Ansgar, Teodorico de Vestervig, San Wilhelm, San Leofdag de Ribe y otros que dieron su vida en la tarea de evangelizar a los daneses.

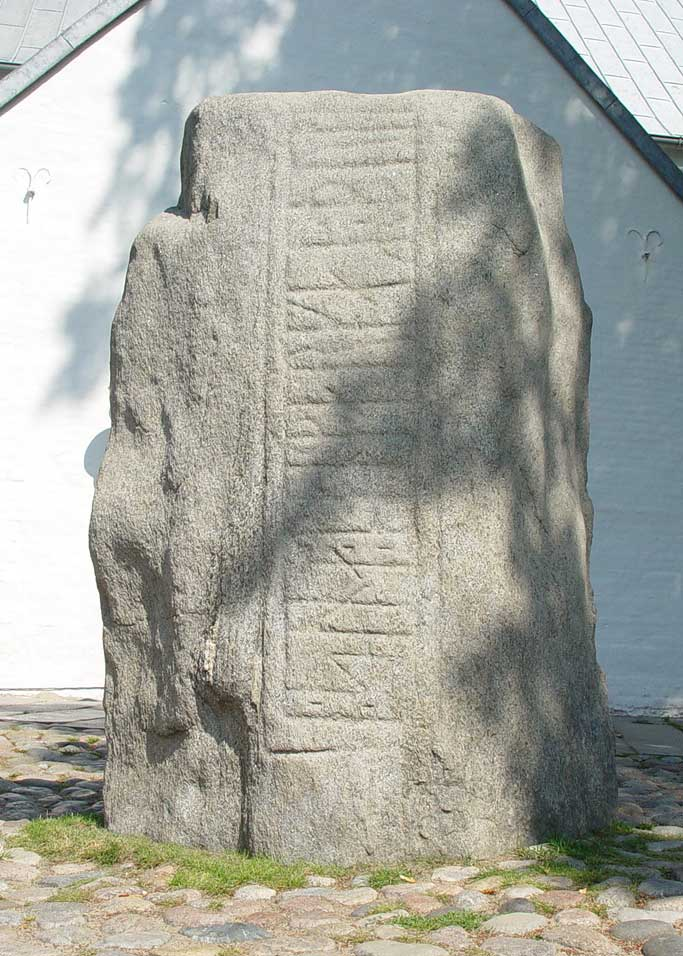
Piedra rúnica de Thyra, que cuenta la historia de rey Gorm el Viejo.

El rey Gorm el Viejo, conocido durante su reinado como Gorm el Durmiente, fue el primer rey de toda Dinamarca. Hasta entonces, los reyes daneses eran reyes locales sin influencia sobre todo el país. Dinamarca estaba formada por Jutlandia y Schleswig y Holstein hasta el río Eider, las islas de Selandia, Fionia, Langeland, las islas menores cercanas y el sur de Suecia. 
Se decía que Gorm era "duro y pagano", pero la influencia de la Reina Thyra permitió a los Cristianos vivir con relativa tranquilidad. Gorm y el hijo de Thyra, el rey Harald Blåtand (911-986) se jactaba en una de las piedras de Jelling de haber "hecho cristianos a los daneses".
El primer rey danés en convertirse al cristianismo fue Harald Klak que se hizo bautizar durante su exilio para obtener el apoyo del emperador Luis el Piadoso. Rimbert informa que partió de regreso a casa, acompañado por misioneros, sin embargo, Sanmark considera "improbable" que realmente regresara a casa, con lo que el impacto de su conversión en Dinamarca sería "probablemente menor."
El cristianismo solo consiguió hacerse fuerte en Dinamarca tras el bautismo de Harald 'Bluetooth' Gorsem. Permitió la predicación pública de los misioneros cristianos ya en 935. Alrededor de 960 se convirtió al cristianismo, para mantener su independencia con respecto al Sacro Imperio. La hija de Harald, Gunhilde, y su hijo, Sweyn Forkbeard fueron igualmente bautizados. Pero aun así la familia real mantuvo su fe en los Æsir.
Hubo también una motivación política para la conversión. Las historias germanas nos muestran a Harald siendo bautizado en presencia del Emperador Otón, padrino de Sweyn. Una consecuencia de esta conversión es que los reyes daneses abandonaron el antiguo enclave real de Jelling y se instalaron en su residencia de Roskilde en la isla de Selandia.
Sweyn se rebeló contra su padre, que gastó una exagerada cantidad de tiempo y dinero levantando una gran piedra en Jelling conmemorando sus logros. Un día, el rey Harald preguntó a un viajero si alguna vez había visto seres humanos mover un peso tan descomunal. "He visto a Sweyn llevarse a toda Dinamarca de ti. Juzga tú mismo cual de los dos lleva la carga más pesada."
Harald abandonó la piedra en el camino, dándose cuenta de que Svend había estado a punto de robarle el reino. Después de varias batallas, la rebelión acabó en tablas, pero en 985, Harald resultó mortalmente herido por una flecha. Sus restos fueron enterrados en la pequeña iglesia de madera de Roskilde y hoy se supone que se encuentra emparedados en uno de los pilares de la Catedral de Roskilde.
Svend trató de conseguir que la iglesia danesa quedara fuera de la influencia del Sacro Imperio, por lo que fue criticado por los historiadores alemanes. Fue acusado de abjurar de la fe cristiana y de perseguir a los cristianos ingleses. En realidad, Svend donó terreno a la gran catedral de Lund para que pudiera mantener el capítulo. 

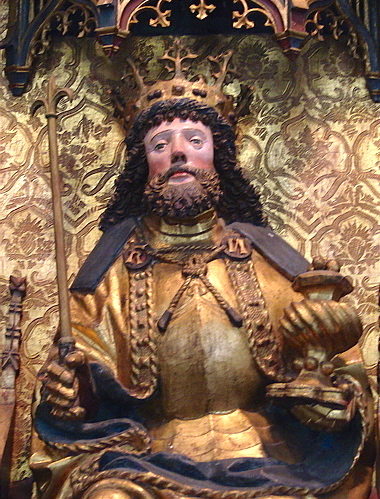
Estatua de San Canuto.

Su ejército destruyó iglesias cristianas en Inglaterra como parte de su invasión tras la masacre de daneses que tuvo lugar el día de San Brice durante el reinado de Etelredo II el Indeciso. Pero al convertirse en rey de Inglaterra y Dinamarca, adoptó una actitud suave hacia la iglesia que se había enfrentado a él en Dinamarca.
Otra influencia cristianizadora fue la emigración masiva de daneses a Inglaterra y Normandía durante la Era Vikinga. Miles de estos daneses se asentaron al este de Inglaterra central y en el norte de Francia, desplazando o emparentando con los habitantes cristianos de esos territorios. Una vez que parte de un clan danés se hacía cristiano, normalmente la visión del resto del grupo hacia el cristianismo se dulcificaba.
A principios del siglo XI, durante el reinado de Canuto IV, se puede decir que Dinamarca era un país cristiano. San Canuto fue asesinado en la iglesia de San Albano en 1086 después de que tanto nobles como campesinos se rebelaran contra él ante su decisión de hacer pagar el diezmo a los nuevos monasterios e instituciones eclesiásticas introducidas en Dinamarca durante su reinado. 
Tanto las instituciones como los impuestos se consideraron influencias extranjeras, y la negativa de Canuto a utilizar las asambleas regionales tradicionales para aprobar nuevas leyes concluyó no sólo con su asesinato, sino también con el de su hermano, el Príncipe Benedicto, y el de otros diecisiete nobles. 
En muchos aspectos, la canonización de San Canuto en 1188 señala el triunfo del catolicismo. Cuando los restos de San Canuto fueron llevados a la Catedral de Odense, toda la nación ayunó durante tres días en señal de penitencia. Aunque no era el primer danés en ser canonizado, era el primer rey; el símbolo de una Dinamarca unida era reconocido como un ejemplo digno de veneración por los creyentes.
Desde entonces y hasta 1536 en que Dinamarca se convirtió en un país luterano en el que el rey o la reina eran la cabeza de la Iglesia Nacional Danesa, la lucha entre el rey y los nobles, y la iglesia, marcarían el curso de la historia danesa.

## Noruega
Véase también: Historia de Noruega

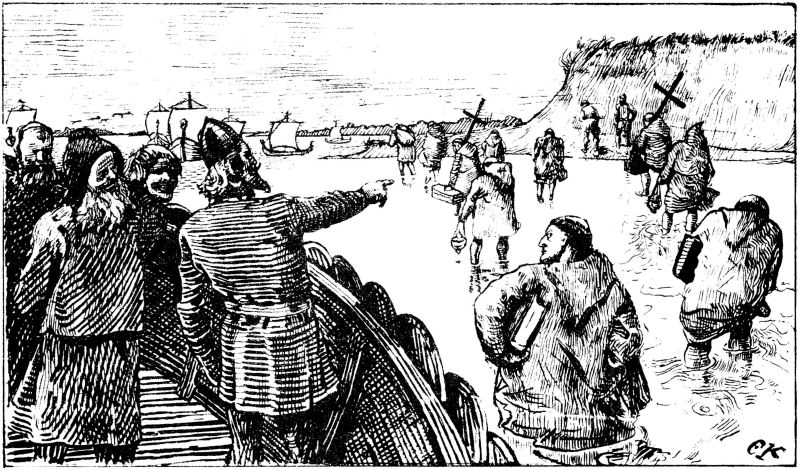
Haakon Jarl devuelve a los misioneros que le había entregado el rey de Dinamarca antes de su partida.

Los primeros intentos de Cristianización de Noruega se remontan al reinado de Haakon el Bueno (934-961), que había sido educado en Inglaterra. Sus esfuerzos fueron impopulares y tuvo poco éxito en su empresa. Su sucesor, Harald Greyhide (961-976), igualmente cristiano, es conocido por haber destruido numerosos templos paganos, pero no por sus esfuerzos por popularizar el cristianismo.
Fue sucedido por el jarl de Lade Håkon Sigurdsson, de convicciones fuertemente paganas (971 - 995) que abrió un periodo de renacimiento del paganismo y reconstruyó los templos. Cuando Harald Blåtand de Dinamarca intentó imponerle el cristianismo en torno a 975, Haakon rompió su alianza. Una fuerza invasora danesa fue derrotada en la Batalla de Hjörungavágr en 986.
En 995, Olaf Tryggvason se convirtió en el rey Olaf I de Noruega. Olaf había tomado parte en numerosas guerras y saqueado varias ciudades europeas. En 986, sin embargo, se encontró con un profeta en las islas Sorlingas que le anunció:
Serás un rey renombrado, y acometerás celebradas hazañas. Muchos hombres llevarán la fe y el bautismo, y ambos para tu bien y el de los otros; y tu no tendrás duda de la verdad de esta respuesta, escucha. Cuando regreses a tu barco, muchos de los tuyos conspirarán contra ti, y habrá una batalla en la que muchos caerán, y serás herido casi de muerte, y llevado sobre un escudo a tu barco; aunque después de siete días curarán tus heridas e inmediatamente te dejarás ser bautizado.
La leyenda continúa que, tal como predijo el profeta, se desencadenó un motín en el barco durante el regreso. Tan pronto como se recobró de sus heridas, Olaf pidió ser bautizado y dejó de atacar ciudades cristianas, estableciéndose en Inglaterra e Irlanda. En 995 aprovechó una oportunidad para regresar a Noruega, donde había estallado una revuelta contra Haakon Jarl. Olaf Tryggvason consiguió convencer a los rebeldes para que le aceptaran como rey. Hakon fue posteriormente traicionado y asesinado por su propio esclavo Tormod Kark, mientras estaba escondido en una pocilga.
Olaf I hizo de la conversión del país su prioridad, usando todos los medios a su alcance. Destruyó templos y torturó y asesinó paganos, consiguiendo convertir Noruega en cristiana, al menos nominalmente. Según las Sagas reales, Olaf llevó el cristianismo hasta las Feroe, las Orcadas, las Shetland, Islandia y Groenlandia.
Tras ser derrotado en batalla de Svolder en el año 1000, Noruega vivió un renacimiento de la religión nativa durante el gobierno de los Jarls de Lade, llegando a tener el calificativo de religión estatal, en un intento de reanimar el nacionalismo noruego frente a la invasión cultural y espiritual de los alemanes e ingleses. Con el reinado de Olaf II de Noruega, 1015-1028, el catolicismo se convirtió en la religión estatal, sincretizándose el paganismo en él.
Nicholas Breakspear, el futuro papa Adriano IV visitó Noruega ente 1152 y 1154. Durante su visita, aprobó la estructura eclesiástica de Noruega. La bula papal que confirmaba el establecimiento de una arquidiócesis noruega en Nidaros tiene fecha de 30 de noviembre de 1154.

## Islandia

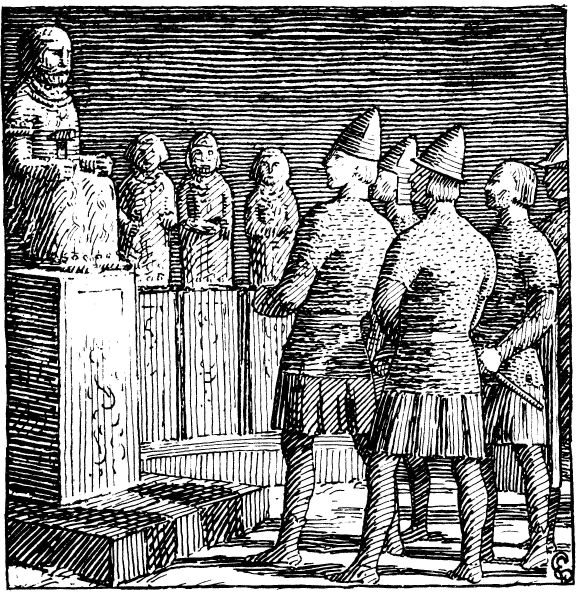
Ilustración Olaf I de Noruega en el templo de Thor.

Se dice que los Papar, un grupo de monjes irlandeses ya visitaron Islandia antes de su colonización por los nórdicos en el siglo IX
Después de que Olaf I tomara rehenes islandeses, se produjeron tensiones entre las facciones cristianas y paganas en la Islandia del siglo X. Los enfrentamientos violentos se evitaron gracias a la decisión tomada por el Alþingi en el año 1000 de poner el arbitraje de las disputas en manos de Þorgeir Ljósvetningagoði, líder de la facción pagana. Tras un día y una noche de meditación, decidió que el país debería convertirse al cristianismo en su conjunto, permitiendo la adoración pagana en privado.

## Suecia
Los primeros intentos por cristianizar Suecia fueron realizados por Ansgar en 830, que había sido invitado por el rey sueco Björn at Haugi. Construyó una iglesia en Birka, pero pocos suecos mostraron interés. Un siglo después, Unni, arzobispo de Hamburgo realizó otra tentativa, sin éxito. En el siglo X, misioneros ingleses realizaron incursiones en Västergötland.
El tratado Gesta Hammaburgensis ecclesiae pontificum, obra de Adán de Bremen menciona la existencia de un Templo pagano en Upsala, en Suecia central. La fiabilidad de la descripción de Adán del centro religioso de Gamla Uppsala ha sido cuestionada seriamente.
Aunque el estatus de Upsala como centro de culto precristiano está bien documentado, el relato de Adán no ha podido ser confirmado por evidencias arqueológicas. Las "presuntas edificaciones de culto que han sido excavadas no se corresponden con la descripción de Adán de un templo 'totalmente cubierto de oro."

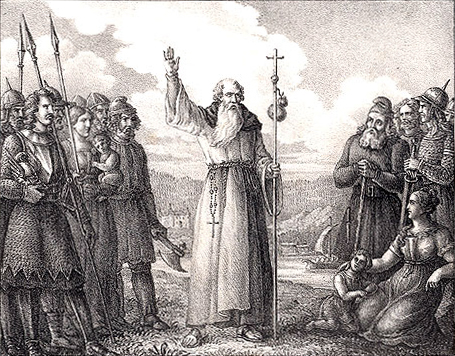
Primeros intentos de Ansgar ya en la década de 830.

Los participantes en los cultos de Upsala llegaron a un acuerdo de mutua tolerancia con Olaf Skötkonung, el primer rey cristiano de Suecia, que ascendió al trono en la década de 990. Presumiblemente, Olaf "no estaba en una situación suficientemente poderosa como para obligar violentamente a la observancia del catolicismo" en Uppland. En cambio, estableció una sede episcopal en Västergötland, cerca de su fortaleza de Husaby en torno al año 1000.
Otra sede fue establecida por el rey Stenkil en Sigtuna en la década de los 60, según Adán de Bremen. "Esta sede fue trasladada a Gamla Uppsala probablemente en algún momento entre 1134 y c.1140." Esto puede deberse a la importancia de Upsala como antigua residencia real pero "puede haber estado inspirado por un deseo de mostrar que la resistencia al catolicismo en Uppland había sido derrotada." En 1164 se estableció una arquidiócesis para Suecia con sede en Upsala.

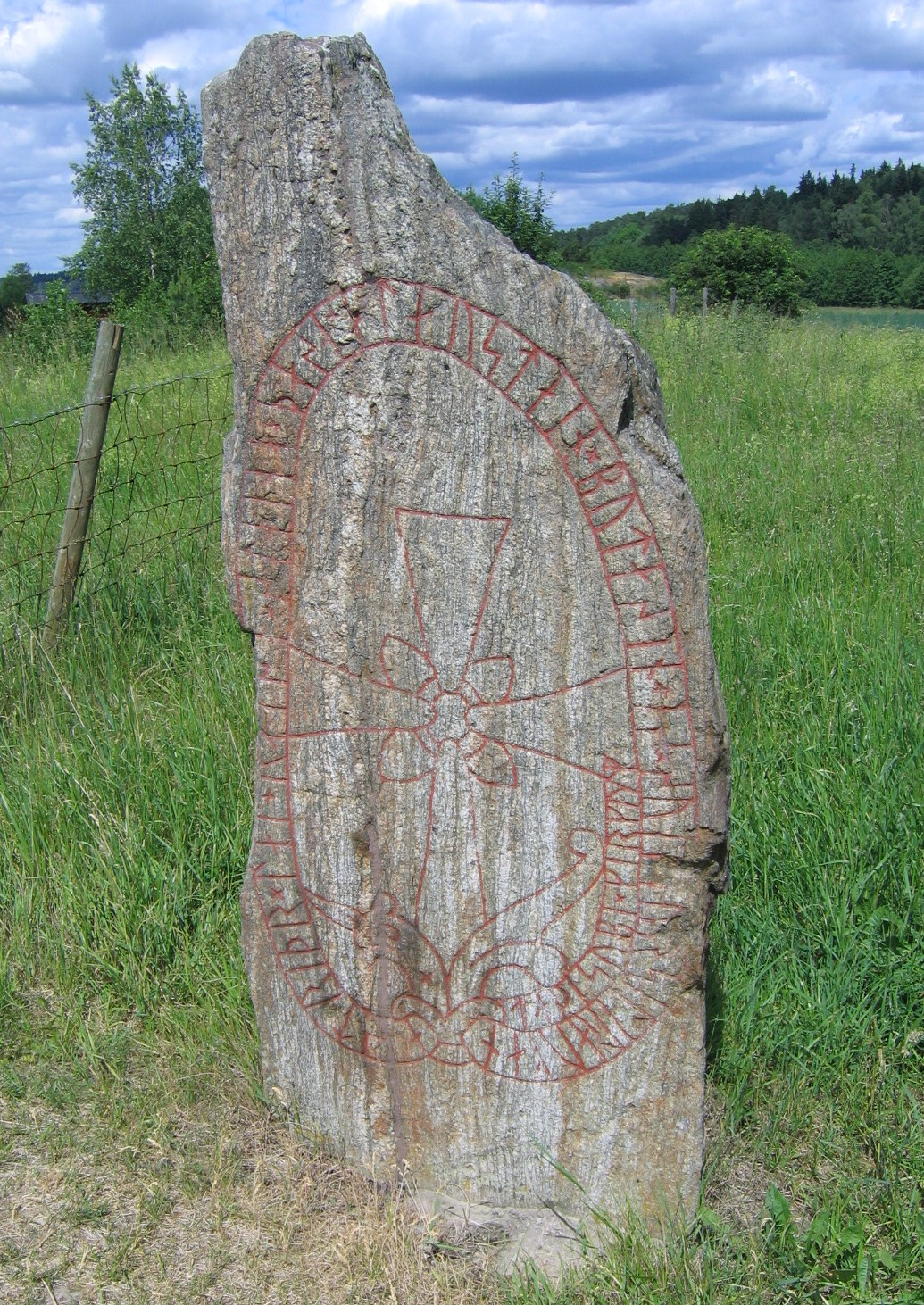
Piedra rúnica de Broby bro U 136 en memoria de un primitivo converso que peregrinó a Jerusalén.

Las fuentes históricas para este periodo son escasas. El que pudo haber sido uno de los más violentos enfrentamientos entre cristianos y paganos tuvo lugar entre Blot-Sven e Inge el Viejo en la década de 1080. El relato nos ha llegado a través de la saga Orkneyinga y del último capítulo de la saga Hervarar, donde se pasa sucesivamente de la historia legendaria a los sucesos históricos del siglo anterior a su compilación. 
El rey Inge decidió poner fin a los sacrificios paganos tradicionales de Upsala, lo que causó una reacción popular. Exiliado, su cuñado Blot-Sven fue proclamado rey a condición de que permitiera que los sacrificios continuaran. 
Tres años después, Inge regresó secretamente a Suecia en 1087, y tras llegar a Gamla Uppsala rodeó el salón de Blot-Sven con sus huscarles y le prendió fuego, asesinando al rey cuando intentaba escapar de la casa en llamas. La saga de Hervarar nos cuenta que Inge completó la Cristianización de los Suecos, pero la Heimskringla sugiere que Inge no pudo asumir el poder directamente, sino que tuvo que contar con otro rey pagano, Eric de las Buenas Cosechas.
Según M. G. Larsson, la razón de la coexistencia entre paganismo y cristianismo en el siglo XI fue el apoyo general en favor de una transición hacia la nueva religión. Sin embargo, los antiguos ritos siguieron conservando su importancia de cara a los procesos legales, y si alguien cuestionaba las viejas costumbres, muchos de los recién cristianizados suecos podían reaccionar en favor del paganismo.
Larsson postula, que, consecuentemente, la vacilación entre paganismo y cristianismo que aparece en las sagas y en los relatos de Adán de Bremen, no fue muy diferente de las incertidumbres y problemas que aparecen en los cambios ideológicos de nuestros días.
Hubiera sido imposible para Inge gobernar como rey Cristiano sin apoyo de sus súbditos, y la invasión de Magnus III de Noruega puso a prueba las relaciones de Inge con sus súbditos. El rey logró reunir un ejército formado por 3.600 hombres y expulsar la fuerza de invasión noruega.
Aunque Suecia fue cristianizada oficialmente en el siglo XII, el rey noruego Sigurd I de Noruega lanzó una cruzada contra Småland en el sureste de Suecia para, al menos oficialmente, convertir a la población local.

## Gotland
El Gutalagen, un tratado legal de la Isla de Gotland de la década de 1120, en uso oficial hasta 1595 pero en la práctica hasta 1645 establecía que la realización de sacrificios paganos era sancionable con una multa.

## Jämtland

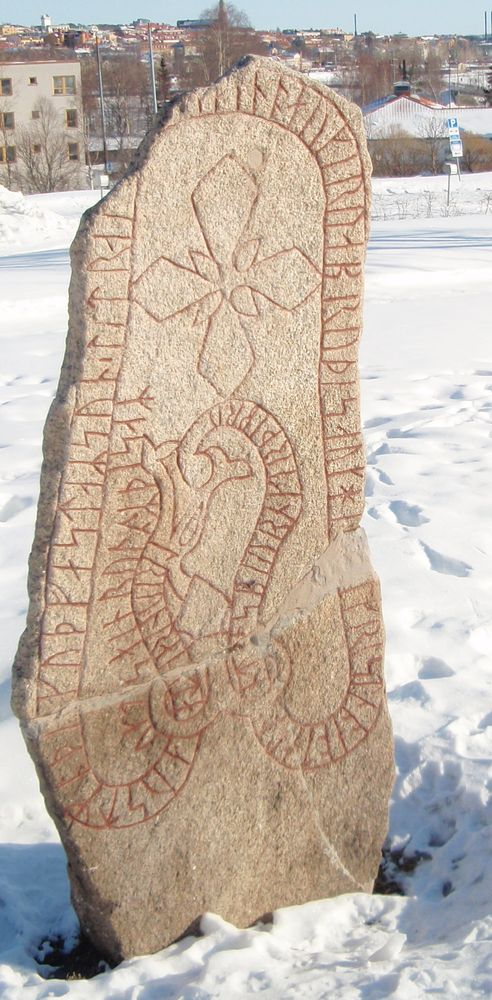
La piedra rúnica de Frösö, la más septentrional del mundo.

En la piedra rúnica de Frösö, la piedra rúnica más septentrional del mundo, se dice que un hombre llamado Austmaðr cristianizó la región, probablemente entre 1030-1050 cuando la piedra fue levantada. Sabemos poco de este personaje, pero se cree que pudo haber sido un lagman del parlamento regional.

## Finlandia
Véase también: Historia de Finlandia
A juzgar por los hallazgos arqueológicos, el cristianismo puso un pie en Finlandia durante el siglo XI. Se vio favorecido durante el siglo XII por la creciente influencia sueca y por la cruzada finlandesa de Birger Jarl en el siglo XIII.

## Los últimos paganos y resurgimiento del norse
En 1721, se fundó la colonia danesa de Groenlandia, con el objetivo de convertir a los nativos de la isla al cristianismo. En torno a la misma época se realizaron acciones similares en Noruega y Suecia para convertir a los lapones, que siguieron siendo paganos durante largo tiempo. 
Pero en el siglo XIX, con el surgimiento del romanticismo y la radicalización de los nacionalismos, el cristianismo perdió fuerza, al ser una religión integradora que era vista por algunos como destructora del espíritu nacional y guerrero de los pueblos europeos en favor de un internacionalismo pacífico, por lo que muchos intelectuales retornaron a los llamados "Antiguos Caminos", que con el paso del tiempo se irían volviendo populares. Actualmente en países nórdicos y con herencia nórdica han surgido los Soldados de Odín en honor al "Padre de Todos" los Europeos.

## El Cristo victorioso
Para los estudiosos, la imagen de un "Cristo victorioso" en el arte germánico altomedieval ha sugerido que los misioneros cristianos presentarían a Jesús "como una figura de fuerza y suerte" y que posiblemente el Libro de la Revelación, en el que se presenta a Cristo como vencedor ante Satán, jugara un papel central en la expansión del cristianismo entre los vikingos.`